# Helena Englert
Helena Englert (ur. 14 czerwca 2000 w Warszawie) – polska aktorka filmowa, telewizyjna, teatralna.

## Życiorys
Po raz pierwszy przed kamerą pojawiła się, mając zaledwie 2 lata w filmie Superprodukcja Juliusza Machulskiego. W 2013 roku zagrała Kasię w filmie Układ zamknięty Ryszarda Bugajskiego.
W latach 2016–2018 grała w serialu Barwy szczęścia, gdzie odtwarzała postać Angeli Kowalskiej. W latach 2018–2019 w serialu Diagnoza grała Patrycję Krynicką. Występowała epizodycznie w serialach: W rytmie serca, Lepsza połowa, Wojenne dziewczyny, O mnie się nie martw, Znaki.
W 2023 roku wcieliła się w główną rolę w filmie erotycznym Pokusa oraz tytułową rolę w serialu #BringBackAlice platformy HBO Max.
W 2024 roku ukończyła studia w Akademii Teatralnej im. Aleksandra Zelwerowicza w Warszawie.

## Życie prywatne
Aktorka jest córką Jana Englerta i Beaty Ścibakówny. Ma trójkę starszego przyrodniego rodzeństwa, Katarzynę, Małgorzatę i Tomasza. Jej stryjem jest aktor i reżyser teatralny Maciej Englert, stryjenką - aktorka Marta Lipińska, a bratem stryjecznym - operator filmowy Michał Englert.

## Filmografia
| Rok       | Tytuł                     | Rola                   | Uwagi                                                            |
| --------- | ------------------------- | ---------------------- | ---------------------------------------------------------------- |
| 2002      | Superprodukcja            | jako ona sama          | film komediowy, reżyseria: Juliusz Machulski                     |
| 2013      | Układ zamknięty           | Kasia                  | dramat/dreszczowiec, reżyseria: Ryszard Bugajski                 |
| 2013      | Minionki rozrabiają       | Edith (dubbingowana)   | film animowany, reżyseria: Pierre Coffin i Chris Renaud          |
| 2016–2018 | Barwy szczęścia           | Angela Kowalska        | serial telewizyjny, reżyseria: różni                             |
| 2017      | Gru, Dru i Minionki       | Edith (dubbingowana)   | film animowany, reżyseria: Pierre Coffin i Chris Renaud          |
| 2017      | W rytmie serca            | Natalia (odc. 3)       | serial telewizyjny, reżyseria: Piotr Wereśniak                   |
| 2017      | O mnie się nie martw      | Olka (odc. 84)         | serial telewizyjny, reżyseria: Łukasz Ostalski                   |
| 2018–2019 | Diagnoza                  | Patrycja Krynicka      | serial telewizyjny, reżyseria: różni                             |
| 2018–2019 | Znaki                     | Agata Paszke           | serial telewizyjny, reżyseria: różni                             |
| 2018      | Wojenne dziewczyny        | Kasia                  | serial telewizyjny, reżyseria: Michał Rogalski, Łukasz Ostalski  |
| 2019      | Lepsza połowa             | Anita (odc. 9)         | serial telewizyjny, reżyseria: Kristoffer Rus                    |
| 2019      | Wszystko dla swojej matki | Ewka                   | film dramatyczny, reżyseria: Małgorzata Imielska                 |
| 2019      | Imperium                  | Krystyna Wańkowiczówna | spektakl, reżyseria: Robert Talarczyk                            |
| 2020      | Żywioły Saszy. Ogień      | Renia                  | serial telewizyjny, reżyseria: Kristoffer Rus                    |
| 2023      | Pokusa                    | Inez                   | film erotyczny, reżyseria: Maria Sadowska                        |
| 2023      | #BringBackAlice           | Alicja Stec            | serial telewizyjny, reżyseria: Dawid Nickel                      |
| 2024      | Algorytm miłości          | Dagmara                | serial telewizyjny, reżyseria: Michał Tylka, Aleksander Pietrzak |
| 2024      | Smok Diplodok             | wydawczyni             | film fantasy, reżyseria: Wojciech Wawszczyk                      |
| 2024      | Śleboda                   | Majka Śleboda          | serial telewizyjny, reżyseria: Michał Gazda, Bartosz Blaschke    |
| 2025      | Seks dla opornych         | Dominika               | film komediowy, reżyseria: Rafał Skalski                         |
| 2025      | Rodzinka.pl               | Sonia                  | serial telewizyjny, reżyseria: Patrick Yoka                      |